# Mario Enrico Franciscolo
Mario Enrico Franciscolo (Genua, 9 augustus 1923 - aldaar, 28 oktober 2003) was een Italiaans entomoloog.
Franciscolo werd geboren in Genua, Italië, in 1923. Nadat hij was afgestudeerd aan het Liceo Classico "Andrea Doria" van Genua in 1942, ging hij in 1951 Natuurwetenschappen studeren aan de Universiteit van Genua waar hij later ook ging werken als docent entomologie. Hij was werkzaam in de olie-industrie maar besteedde veel tijd aan entomologie en speleologie. Hij concentreerde zich als entomoloog vooral op de kevers (coleoptera) en beschreef een groot aantal taxa, nieuw voor de wetenschap. Zijn insectencollecties schonk hij na zijn dood aan het Museo Civico di Storia Naturale "Giacomo Doria" di Genova.
- Gemeinsame Normdatei: 132014734
- International Standard Name Identifier: 0000 0000 8376 2326
- Library of Congress Control Number: n79124303
- Nationale Bibliotheek van Tsjechië: mzk20211105009
- Nederlandse Thesaurus van Auteursnamen: 145481972
- Système universitaire de documentation: 050174169
- Virtual International Authority File: 41994360
- WorldCat: E39PBJgHgjdxQtyDDJBbr7GGpP